# Історія євреїв в Північній Македонії
Історія євреїв в Північній Македонії йде корінням в I століття нашої ери. Перші євреї на території сучасної Північної Македонії з'явилися ще в античності, за часів Римської імперії. Після Голокосту і еміграції до Ізраїлю, на території Північної Македонії проживає близько 200 євреїв. Майже всі вони живуть в Скоп'є, кілька людей в Штипі Бітоле.

## Давньоримський період
Перші євреї прибули на територію Македонії за часів Римської імперії, рятуючись від переслідування в інших частинах імперії. Присутність євреїв в Македонії в цей період підтверджується листом Агріппи Калігулі.
У 165 році жив в Стобі Клавдій Тиберій Поліхарм, який  перетворив свою віллу в синагогу , за що отримав титул «батько синагоги». Синагога складалася з молитовного залу, обіднього залу (триклінію) і портика. Другий поверх будівлі використовувався для проживання Клавдія Тіберія та  його сім'ї. Інформація отримана з написів на стінах в цій синагозі є однією з найважливіших із знайдених в синагогах діаспори. Руїни синагоги, датовані тим періодом, дозволяють зробити висновок про існування добре розвиненою єврейської громади.

## Середньовіччя
Єврейська громада збереглася в Македонії й після падіння римського панування. Під час Першого хрестового походу хрестоносці знищили єврейське населення Скоп'є і Пелагонії. Проте, єврейська громада в Македонії продовжувала існувати. З неї вийшло чимало відомих людей. Наприклад філософ Леон Мунг, який прийняв християнство, зайняв після Феофілакта Охридського пост Охридського архієпископа (1108-1120 роки). Відомий єврейський схоластик Юда Леон Москоні, що народився в 1328 році в Охриді, написав коментарі з критикою інтерпретацій Святого Письма, які він пояснював граматичними помилками при перекладі. Пізніше він став особистим лікарем короля Майорки, де зібрав велику бібліотеку, що використовувалася вченими протягом кількох наступних століть. Перша відома синагога в Скоп'є, Бейт-Аарон, була побудована в 1366 році.

## Османський період
Єврейська громада Македонії залишалася порівняно невеликою, поки євреї не були вигнані іспанською та португальською інквізицією з Піренейського півострова. Султан Баязид II запросив вигнанців в Османську імперію, розраховуючи на те що вони принесуть розвиток і збагачення територій імперії. Султан надав євреям гарантії автономії, і дав їм ряд різних прав, наприклад право на володіння нерухомістю, будівництво синагог, право торгівлі по всій території імперії. Багаті торговельні міста, такі як Скоп'є, Монастір (сучасна Бітола) і Штіп, привернули значну кількість єврейських переселенців. Євреї привели до розквіту торгівлі, банківської справи, медицини і права. Деякі з євреїв навіть досягли значних чинів у місцевих османських адміністраціях. У Бітоле в 1492 році, незабаром після прибуття перших переселенців, було створено єврейське кладовище. Воно є найстарішим збереженим єврейським цвинтарем Македонії, а можливо і всього Балканського півострова.
Взаємини між євреями і не-єврейським населенням, як правило, було хорошим. Підтвердженням цьому також є лист македонського єврея XV століття, Ісаака Ярфаті, надіслане їм німецьким і угорським євреям із закликом емігрувати до Османської імперії і оселитися на Балканах. Італійський мандрівник писав в 1560 році, що євреї складають більшість населення Скоп'є . У XVII столітті в місті жило 3000 євреїв і було дві синагоги - Бейт-Аарон і Бейт-Яків. Натан з Гази жив в Скоп'є, де і помер в 1680 році. Його могила стала місцем паломництва, поки не була знищена під час Другої світової війни.
У Бітоле було 9 синагог, в Скоп'є 3 і в Штипі 2.
Багато відомих єврейських філософів народилися або жили в Македонії. Серед них Самуель де Медіна, Йосип бен Лев, Шломо Коен, Блажівський, Яків там-Давид Яхья, Ісаак бен Самуель АДраб, Ахарон бен Йосеф Сасон .
Після того як Єнеа Пікколоміні спалив Скоп'є в 1688 році під час Великої турецької війни і великої пожежі в Бітоле в 1863 році, єврейське населення цих двох єврейських центрів в Македонії значно зменшилася.
Єврейська громада Македонії була переважно сефардською і основною повсякденною мовою була ладіно. Коли в 1895 році Всесвітній єврейський альянс відкрив в Бітоле єврейську школу, 30% македонських євреїв говорили французькою.
Македонські євреї взяли велику участь у визвольному русі проти османського панування. Велика кількість євреїв брали участь в ілінденському повстанні. Одним із загонів повстанців командував Рафаель Моше Камх, що носив псевдонім Скандербег. Він командував округом Дебара під час повстання 1903 року. Також з євреїв підтримали повстання відомі Ментес Коломонос, Санто Ароесті, брати Мусон і Авраам Нісан, який поставляв повстанцям зброю і постачав їх грошима.

## Поширення
До Другої світової війни єврейська громада Вардарської Македонії (приблизно відповідає території сучасної Північної Македонії) була зосереджена в основному в Бітоле (8000 євреїв), Скоп'є (3000 євреїв) і в Штипі (приблизно 500 євреїв). Під час Першої світової війни єврейські громади невеликих міст Дойран і Струмиці, що знаходилися близько до лінії фронту, сильно постраждали під час бойових дій й залишили район. Розділ Македонії також негативно вплинув на євреїв інших невеликих міст, так як позбавив їх вільного пересування товарів і ускладнив зв'язок з найбільшим єврейським торговим центром регіону, Салоніком.

## Друга світова війна і Голокост
У березні 1941 року Болгарія приєдналася до держав осі і в квітні 1941 року вторглася в Вардарську Македонію, маючи на меті об'єднати регіон, який розглядався в якості невід'ємної частини їх національної батьківщини. В період боротьби македонців спочатку з турками, а потім і з сербами з кінця XIX століття, македонці, як правило, бажали бачити свою батьківщину незалежною, або як частина єдиної Болгарії.
Німецька влада не передали Болгарії всю територію Македонії. У болгарську окупаційну зону не входили Салоніки, єврейське населення яких становило 55 000 чоловік. Район міст Дебар, Струга і Тетово був включений в італійську окупаційну зону в Албанії. 4 жовтня 1941 року болгарська влада ухвалили закон, який заборонив євреям займатися будь-якими видами торгівлі та наказував в обов'язковому порядку продати свій бізнес нееврею. Треба зауважити, що подібні розпорядження мали і югославські антисемітські акти 1939 року. Болгари створили єврейське гетто в Бітоле, переселивши всіх євреїв міста з багатих єврейських районів в найбідніше передмістя.
У 1941 року Болгарією вже був прийнятий антисемітський «Закон про захист нації». В Протягом 1942 року проти євреїв Вардарської Македонії, а також окупаційної болгарської зони в Північній Греції були прийняті більш жорстокі закони. Кульмінацією стала депортація в 1943 році за наказом Німеччини євреїв Македонії і Греції на болгарський кордон по річці Дунай. Звідти вони були доставлені річковим і залізничним транспортом в табір смерті в Треблінці, на території окупованої Польщі.
Нацистська Німеччина навіть змусила Болгарію оплатити витрати на знищення євреїв. 22 лютого 1943 року було підписано угоду між Теодором Даннекер, спеціальним німецьким посланцем, і болгарським комісаром по єврейських справах Олександром Бєлєвим, про депортацію 20 тисяч євреїв Болгарії (12 тисяч з Македонії і Фракії і 8 тисяч із самої Болгарії). Болгарія погоджувалася сплатити всі транспортні витрати і зобов'язувалася ніколи не надавати євреям болгарського громадянства . Болгарський уряд просило німців повідомляти реальну вартість депортації євреїв. У німецьких архівах виявлено листування про виставлення Німеччиною болгарській стороні рахунків на транспортні витрати. Документи підтверджують оплату Болгарією Німеччини 7 144 317 левів за депортацію 3545 дорослих і 592 дітей в табір смерті в Треблінці.
Багато євреїв приєдналися до югославських партизан для боротьби з нацистами. Македонська єврейка Естрея Овадія, з Бітоли, була в числі перших жінок, які приєдналися до партизанів у 1941 році, за день до депортації. Центральний Комітет Комуністичної партії Македонії завчасно повідомив євреям про майбутню депортацію. Були організовані притулки під захистом партизанських загонів, але, на жаль, євреї не вірили в існування програми їх знищення і в більшості залишилися в гетто, замість догляду в підпіллі. На відміну від старих болгарських земель, де були широко поширені демонстрації і петиції проти вивезення євреїв, в тому числі і прямі звернення до софійському уряду, в Македонії такого руху не було. У четвер, 11 березня 1943 року, болгарська поліція почала концентрувати всіх євреїв з Скоп'є, Бітолі і Штіпу в ізоляторі тимчасового утримання на території тютюнового складу «Monopol» в Скоп'є.
Всього на склад було доставлено 7215 осіб, в тому числі:
539 дітей у віці менше 3 років,
602 дитини у віці від 3 до 10 років,
одна тисяча сто сімдесят дві дитини шкільного віку від 10 до 16 років,
865 чоловік у віці понад 60 років,
250 важко хворих, які були прикуті до ліжка,
4 вагітні жінки народили під час перебування у таборі,
4 людини померли по дорозі в табір.
Болгарський уряд надав запит про німецькі плани щодо депортованих. Німеччини відповіла, що половина людей буде використана на сільгоспроботах у Великій Німеччині, чверть малокваліфікованих робітників отримає можливість «спокутувати свою провину» на підприємствах військової промисловості Рура, а решта будуть доставлені в Генерал-губернаторство, для робіт, пов'язаних безпосередньо з війною. Ця ж інформація поширювалася по німецьким дипломатичним каналам в нейтральних країнах і була опублікована як повідомлення з Берна (Швейцарія) 24 березня 1943 року в «The New York Times», разом з цинічною заявою німецької влади про зареєстроване за останні три місяці зниження смертності серед євреїв в Польщі і про те, що працюють в зоні бойових дій євреї-чоловіки отримують такий же пайок, як і німецькі солдати.
Незважаючи на такі, що вводять в оману заяви, Болгарія вирішила дати заступництво своїм євреям з болгарським громадянством, рятуючи їх від депортації на контрольовану Німеччиною територію. Аби не допустити депортувати і не-болгарських євреїв, наприкінці 1942 - початку 1943 року болгарський уряд через дипломатичні канали в Швейцарії перевіряє можливість вивезення євреїв морським транспортом в Британський мандат у Палестині. Через поширення чуток про те, що в дійсності відбувається з «переселенням на схід», Болгарія перевірила можливість, замість оплати депортації євреїв на нацистських поїздах, їх вивезення по Чорному морю. Проте ці прохання були відхилені міністром закордонних справ Великої Британії Ентоні Іденом. Після невдалих спроб, болгарський уряд погодився на німецькі вмовляння і почали транспортування не-болгарських євреїв на румунський кордон по Дунаю, здавши їх німецьким представникам, таким чином пославши на смерть. В результаті єврейські громади контролювалися Болгарією районів Югославії і Греції були практично повністю знищені. Тільки кілька десятків євреїв Бітолі уникли депортації і чотирьом вдалося втекти з транзитного табору. Жоден з 3276 євреїв Бітолі, відправлених до Треблінки, не вижив. У місті, який протягом 400 років був великим центром сефардського єврейства, в 2003 році проживав один єврей. Стародавня єврейська громада Штіпу була повністю знищена.
48 000 болгарських євреїв, що проживали на  старих болгарських кордонах, які не були депортовані і вбиті нацистами. Повідомлення про долю македонських і фракійських євреїв викликали бурхливу реакцію болгарського суспільства. Спікер парламенту Димитар Пешев і 43 депутата виступили з різкою критикою дій уряду. Завдяки лобіюванню, втручанню мали вплив на режим громадських діячів і протестам Болгарської православної церкви, наказ про депортацію був скасований.
Після звільнення Вардарскої Македонії в 1944 році, Товариство єврейських громад Югославії опублікувало дані, що війну пережили 419 македонських євреїв. Пізніше в Белграді були опубліковані уточнені дані, з яких випливає, що вижили тільки 140 євреїв Македонії . Більшість тих, хто врятувався вижили, перейшовши на нелегальне становище або воюючи у лавах югославських партизан. З депортованих у табори смерті не вижив ніхто. Більшість залишившихся в живих вирішили емігрувати до Ізраїлю, частина повернулися до Македонії, інші залишилися в Сербії. У 1952 році в Македонії проживало 81 євреїв.
Директор з досліджень Всесвітнього єврейського конгресу, Лоренс Вейнбаум сказав, що жодна з єврейських громад Європи не постраждала так сильно, як громада Македонії.

## Сучасність
В даний час єврейська громада Північної Македонії налічує близько 200 чоловік. Майже всі вони живуть в Скоп'є, одна сім'я залишилася в Штіпі і один єврей в Бітоле.
У 2003 році була відкрита синагога і в Скоп'є громадський центр. Підтримуються зв'язки з єврейськими громадами в Белграді і Салоніках. Послуги рабина надаються рабином з Белграда, який приїжджає в Скоп'є . Також представники громади брали участь у міжнародному конкурсі знавців Тори, що проходить в Ізраїлі в рамках святкування Дня Незалежності.
У Скоп'є в 2011 році відкрито меморіал-музей Голокосту македонських євреїв.

## Релігійне життя
Після перерви в 60 років є народжений на території Північної Македонії рабин, Аві Козма, учень головного рабина Сербії, Ісаака Асієля, колишнього головного рабина Македонії. Рабин Козма з відзнакою закінчив юридичний факультет Університету Скоп'є. Він навчався у раббі Асіеля, а потім у відомому раввинському училище «Бейт-Мідраш Сефарді» в Єрусалимі у рабина Шломо Кассіна. Рабинське положення раббі Козмі відбулося 5 травня 2008 року в синагозі «Бейт-Яків» в Скоп'є.